# Agnieszka Sienkiewicz
Agnieszka Sienkiewicz-Gauer (ur. 19 lipca 1984 w Mrągowie) – polska aktorka.

## Życiorys
Jest absolwentką Policealnego Studium Teatralnego przy Teatrze im. St. Jaracza w Olsztynie (2005). 
Związana jest z Teatrem Kwadrat w Warszawie. Współpracuje też z teatrem im. Bogusławskiego w Kaliszu.
Na małym ekranie debiutowała w 2007, odgrywając niewielkie role w serialach: Klan, Plebania i Twarzą w twarz. Grała Magdę Jaroszek, pierwszoplanową postać w serialu Agentki (2008), a także wcieliła się w rolę Wiki w serialu Prosto w serce (2010–2011) i Katarzyny Mularczyk w M jak miłość (2011–2015). W latach 2012–2021, od 2023 odgrywa rolę Doroty Grabowskiej w Przyjaciółkach. W 2014 w parze ze Stefano Terrazzino zwyciężyła w drugiej edycji programu rozrywkowego Polsat Dancing with the Stars. Taniec z gwiazdami.

## Życie prywatne
Była związana z Maciejem Marczewskim. 27 maja 2017 poślubiła Mikołaja Gauera. Mają dwie córki, Zofię (ur. 2016) i Marię (ur. 2019).

## Filmografia

### Filmy
- 2008: Wichry Kołymy jako Wiera
- 2008: Ile waży koń trojański? jako recepcjonistka na Okęciu w 1999
- 2008: Ego jako Monika
- 2009: At Oglog jako dziennikarka
- 2010: Milion dolarów jako Julia, pracownica banku
- 2012: Yuma jako Mariola
- 2013: Był sobie dzieciak jako sanitariuszka
- 2018: Miłość jest wszystkim jako wodzirejka

### Seriale
- 2007: Klan jako Iwona
- 2007: Twarzą w twarz jako barmanka (odc. 4)
- 2007: Plebania (odc. 903)
- 2008: Na dobre i na złe jako Tamara (odc. 346)
- 2008: Faceci do wzięcia (odc. 67)
- 2008: Agentki jako Magda Jaroszek
- 2009: Rodzina zastępcza jako dziewczyna (odc. 308)
- 2009–2011: Na Wspólnej jako Ania, opiekunka Ignasia
- 2009: Teraz albo nigdy! jako dziewczyna studenta (odc. 37)
- 2009: Blondynka jako dziennikarka (odc. 1, 6)
- 2010: Apetyt na życie jako Małgosia
- 2010: Ojciec Mateusz jako Kasia (odc. 49)
- 2010–2011: Prosto w serce jako Wiktoria Sagowska, siostra Artura i Rafała
- 2011–2015: M jak miłość jako Katarzyna Mularczyk
- 2012: Hotel 52 jako Sylwia, siostra Anny (odc. 68)
- 2012: Anna German jako Magda Janowska
- 2012–2021,  2023-2025: Przyjaciółki jako Dorota Grabowska
- 2014: Sama słodycz jako Janina
- 2014, 2015: Ojciec Mateusz jako kelnerka Elwira Gawenda (odc. 151, 174, 182)
- 2015: Zziajani jako Basia Orzeł
- 2017–2018: Dziewczyny ze Lwowa jako Hanna Dalecka, narzeczona Komandosa
- 2020: Komisarz Alex jako Olga Kalińska, żona Rafała (odc. 169)
- 2023: Bracia jako Wiki Dobrowolska[8]

### Polski dubbing
- 2009: Ben 10: Alien Swarm jako Gwen Tennyson